# This Is What the Truth Feels Like
Albums de Gwen Stefani
The Sweet Escape
(2006) You Make It Feel Like Christmas
(2017)
Singles
1. Used to Love You
Sortie : 20 octobre 2015
2. Make Me Like You
Sortie : 12 février 2016
3. Misery
Sortie : 23 mai 2016

This Is What the Truth Feels Like est le troisième album studio de l’auteure-compositrice-interprète américaine Gwen Stefani. Il sort le 18 mars 2016 sous le label Interscope. L’opus devait initialement paraître en décembre 2014. Le supposé producteur délégué de ce projet était Benny Blanco et les chansons Baby Don't Lie et Spark the Fire avaient pour but d’en faire la promotion. Toutefois, à la suite de la sous-performance des deux chansons dans les hit-parades internationaux, ainsi qu’au syndrome de la page blanche dont a souffert Stefani, cette dernière décide d’abandonner l’ensemble du projet pour tout recommencer.
Inspirée par la fin de son mariage et par les montagnes russes émotionnelles en tout genre qu’elle a vécu durant cette période, Stefani retrouve espoir et commence à écrire de nouvelles chansons, beaucoup plus significatives que les précédentes. Grâce à l’aide des producteurs J.R. Rotem, Mattman & Robin et Greg Kurstin, ainsi que des auteurs Justin Tranter et Julia Michaels, Stefani compose intégralement l’album en l’espace de quelques mois et le décrit éventuellement comme étant un « disque consacré à la rupture amoureuse », avec des chansons incorporant une atmosphère sombre et « sarcastique », tout en était très réaliste, jovial et heureux.
Le premier single issu de l’album, Used to Love You, sort le 20 octobre 2015. Il est accueilli de manière positive par la critique professionnelle et génère un impact modéré dans les hit-parades. Le deuxième single, Make Me Like You, sort le 12 février 2016. Il est largement encensé lors de sa sortie et bénéficie du premier vidéoclip à être filmé en direct à la télévision, au cours de la coupure publicitaire pendant la cérémonie des Grammy Awards. Le troisième single "Misery" est diffusé le 23 mai 2016.

## Thèmes
Lors d’une entrevue radiophonique pour KHTS-FM, tout en réfléchissant sur le thème principal de l’album, Stefani accepte de le considérer comme étant « un opus axé sur la rupture amoureuse », déclarant : « Je l’admire comme étant un disque centré sur la séparation amoureuse. Ils l’étaient tous les deux. C’était comme si que... j’avais eu deux amoureux. J’ai ainsi conçu deux albums pour parler d’eux. Vous voyez ce que je veux dire ? C’est vraiment étrange. [...] Ça renforce encore plus ma foi en Dieu et en mon voyage spirituel. Ma chemin de croix était de passer par ces déchirements et d’écrire des chansons pour aider les gens ». Au cours d’une autre entrevue pour Ryan Seacrest, la chanteuse révèle qu’en composant les morceaux pour cet album, elle ressent cette impression qui voudrait que le processus de création ait été « thérapeutique » pour elle, notamment à cause ses difficultés personnelles liées à la fin de son mariage avec Gavin Rossdale. À la suite de cette annonce, sa maison de disques pensait que l’opus était trop personnel et ne pouvait pas être dévoilé sous cette forme. À ce propos, Stefani commente : « Mon label m’a clairement dit “écoute, on pense honnêtement que ton projet est trop personnel, que personne ne pourra établir de rapport avec et que tu devrais le faire paraître comme étant un corpus artistique — ne pense pas à tout ce qui touche à la radio” ». Après avoir eu cette réponse, elle décrit la sensation d’avoir littéralement reçu un coup de poing dans l’estomac. Cependant, elle se révolte contre leur avis et continue de composer des chansons personnelles et le lendemain, elle finit par écrire ce qu’elle pensait être la chanson moins commerciale de l’album, Used to Love You, choix d’inclusion que son label approuve grandement.
D’après Stefani, les montagnes russes émotionnelles qu’elle expérimente l’année passée allaient obligatoirement réfléchir sur les textes de l’album. Ainsi, les premières compositions incorporent une atmosphère plus sarcastique et sombre, bien qu’elle qualifie plus tard les autres titres comme étant « foncièrement réalistes ». Pour terminer, elle décrit le reste des chansons incluses comme étant « réjouissantes et optimistes ». Le premier morceau à être composé s’intitule You Don't Know Me, une chanson au texte très significatif, écrite avec Rick Nowels. D’après l’artiste, il s’agissait de « la première embouchure du canal » d’inspiration pour ses chansons et un indice que l’album finira par sortir. Au tout début, elle écrit aussi une chanson avec Linda Perry, intitulée Medicine Man et composée durant son vol pour se rendre à un concert donné à un festival de musique jazz à La Nouvelle-Orléans avec les membres de No Doubt. Un autre morceau, Red Flag, est le premier à être écrit avec J.R. Rotem, Justin Tranter et Julia Michaels. Elle le décrit comme étant une « œuvre-d’art qui exprime clairement ce que je traversais à ce moment précis de ma vie ». Ils collaborent ensemble sur d’autres pièces, telles que Naughty, Misery, qu’elle considère comme étant une « chanson très joyeuse » et Make Me Like You, dont elle fut surprise lorsqu’elle entendit le résultat final pour la première fois.

## Liste des pistes
| Édition régulière | Édition régulière                   | Édition régulière                                                                | Édition régulière                 | Édition régulière | Édition régulière | Édition régulière | Édition régulière | Édition régulière | Édition régulière |
| No                | Titre                               | Auteur                                                                           | Producteur(s)                     | Durée             |                   |                   |                   |                   |                   |
| ----------------- | ----------------------------------- | -------------------------------------------------------------------------------- | --------------------------------- | ----------------- | ----------------- | ----------------- | ----------------- | ----------------- | ----------------- |
| 1.                | Misery                              | Gwen Stefani, Justin Tranter, Julia Michaels, Mattias Larsson, Robin Fredriksson | Mattman & Robin                   | 3:26              |                   |                   |                   |                   |                   |
| 2.                | You're My Favorite                  | Stefani, Tranter, Michaels, Greg Kurstin                                         | Kurstin                           | 2ː56              |                   |                   |                   |                   |                   |
| 3.                | Where Would I Be?                   | Stefani, Tranter, Michaels, Kurstin                                              | Kurstin                           | 3ː18              |                   |                   |                   |                   |                   |
| 4.                | Make Me Like You                    | Stefani, Tranter, Michaels, Larsson, Fredriksson                                 | Mattman & Robin                   | 3:36              |                   |                   |                   |                   |                   |
| 5.                | Truth                               | Stefani, Tranter, Michaels, Larsson, Fredriksson                                 | Mattman & Robin                   | 3ː34              |                   |                   |                   |                   |                   |
| 6.                | Used to Love You                    | Stefani, Tranter, Michaels, Jonathan « J.R. » Rotem, Teal Douville               | Rotem, Douville                   | 3:47              |                   |                   |                   |                   |                   |
| 7.                | Send Me a Picture                   | Stefani, Tranter, Michaels, Kurstin                                              | Kurstin                           | 3ː35              |                   |                   |                   |                   |                   |
| 8.                | Red Flag                            | Stefani, Tranter, Raja Kumari, Rotem                                             | Rotem                             | 3ː20              |                   |                   |                   |                   |                   |
| 9.                | Asking 4 It (en duo avec Fetty Wap) | Stefani, Tranter, Michaels, Tor Hermansen, Mikkel S. Eriksen, Willie Maxwell II  | Stargate, Tim Blacksmith, Danny D | 3ː30              |                   |                   |                   |                   |                   |
| 10.               | Naughty                             | Stefani, Tranter, Kumari, Rotem                                                  | Rotem                             | 3ː07              |                   |                   |                   |                   |                   |
| 11.               | Me Without You                      | Stefani, Tranter, Michaels, Rotem                                                | Rotem                             | 3ː33              |                   |                   |                   |                   |                   |
| 12.               | Rare                                | Stefani, Tranter, Michaels, Kurstin                                              | Kurstin                           | 3ː55              |                   |                   |                   |                   |                   |
| 41:37             |                                     |                                                                                  |                                   |                   |                   |                   |                   |                   |                   |

| Édition régulière internationale | Édition régulière internationale | Édition régulière internationale | Édition régulière internationale | Édition régulière internationale | Édition régulière internationale | Édition régulière internationale | Édition régulière internationale | Édition régulière internationale | Édition régulière internationale |
| No                               | Titre                            | Auteur                           | Producteur(s)                    | Durée                            |                                  |                                  |                                  |                                  |                                  |
| -------------------------------- | -------------------------------- | -------------------------------- | -------------------------------- | -------------------------------- | -------------------------------- | -------------------------------- | -------------------------------- | -------------------------------- | -------------------------------- |
| 13.                              | Loveable                         | Stefani, Tranter, Kumari, Rotem  | Rotem                            | 3ː18                             |                                  |                                  |                                  |                                  |                                  |
| 44:55                            |                                  |                                  |                                  |                                  |                                  |                                  |                                  |                                  |                                  |

| Édition spéciale internationale | Édition spéciale internationale | Édition spéciale internationale             | Édition spéciale internationale | Édition spéciale internationale | Édition spéciale internationale | Édition spéciale internationale | Édition spéciale internationale | Édition spéciale internationale | Édition spéciale internationale |
| No                              | Titre                           | Auteur                                      | Producteur(s)                   | Durée                           |                                 |                                 |                                 |                                 |                                 |
| ------------------------------- | ------------------------------- | ------------------------------------------- | ------------------------------- | ------------------------------- | ------------------------------- | ------------------------------- | ------------------------------- | ------------------------------- | ------------------------------- |
| 13.                             | Rocket Ship                     | Stefani, Tranter, Michaels, Rotem, Douville | Rotem, Douville                 | 3ː08                            |                                 |                                 |                                 |                                 |                                 |
| 14.                             | Getting Warmer                  | Stefani, Tranter, Michaels, Rotem, Green    | Rotem, Douville, Green          | 3ː24                            |                                 |                                 |                                 |                                 |                                 |
| 15.                             | Obsessed                        | Stefani, Tranter, Kumari, Rotem             | Rotem                           | 3ː36                            |                                 |                                 |                                 |                                 |                                 |
| 16.                             | Splash                          | Stefani, Tranter, Kumari, Rotem             | Rotem                           | 3ː50                            |                                 |                                 |                                 |                                 |                                 |
| 17.                             | Loveable                        | Stefani, Tranter, Kumari, Rotem             | Rotem                           | 3ː18                            |                                 |                                 |                                 |                                 |                                 |
| 58:53                           |                                 |                                             |                                 |                                 |                                 |                                 |                                 |                                 |                                 |

| Édition spéciale vendue par Target | Édition spéciale vendue par Target | Édition spéciale vendue par Target          | Édition spéciale vendue par Target | Édition spéciale vendue par Target | Édition spéciale vendue par Target | Édition spéciale vendue par Target | Édition spéciale vendue par Target | Édition spéciale vendue par Target | Édition spéciale vendue par Target |
| No                                 | Titre                              | Auteur                                      | Producteur(s)                      | Durée                              |                                    |                                    |                                    |                                    |                                    |
| ---------------------------------- | ---------------------------------- | ------------------------------------------- | ---------------------------------- | ---------------------------------- | ---------------------------------- | ---------------------------------- | ---------------------------------- | ---------------------------------- | ---------------------------------- |
| 13.                                | Rocket Ship                        | Stefani, Tranter, Michaels, Rotem, Douville | Rotem, Douville                    | 3ː08                               |                                    |                                    |                                    |                                    |                                    |
| 14.                                | Getting Warmer                     | Stefani, Tranter, Michaels, Rotem, Green    | Rotem, Douville, Green             | 3ː24                               |                                    |                                    |                                    |                                    |                                    |
| 15.                                | Obsessed                           | Stefani, Tranter, Kumari, Rotem             | Rotem                              | 3ː36                               |                                    |                                    |                                    |                                    |                                    |
| 16.                                | Splash                             | Stefani, Tranter, Kumari, Rotem             | Rotem                              | 3ː50                               |                                    |                                    |                                    |                                    |                                    |
| 55:35                              |                                    |                                             |                                    |                                    |                                    |                                    |                                    |                                    |                                    |

| Édition japonaise | Édition japonaise | Édition japonaise                                                   | Édition japonaise      | Édition japonaise | Édition japonaise | Édition japonaise | Édition japonaise | Édition japonaise | Édition japonaise |
| No                | Titre             | Auteur                                                              | Producteur(s)          | Durée             |                   |                   |                   |                   |                   |
| ----------------- | ----------------- | ------------------------------------------------------------------- | ---------------------- | ----------------- | ----------------- | ----------------- | ----------------- | ----------------- | ----------------- |
| 13.               | Rocket Ship       | Stefani, Tranter, Michaels, Rotem, Douville                         | Rotem, Douville        | 3ː08              |                   |                   |                   |                   |                   |
| 14.               | Getting Warmer    | Stefani, Tranter, Michaels, Rotem, Green                            | Rotem, Douville, Green | 3ː24              |                   |                   |                   |                   |                   |
| 15.               | Obsessed          | Stefani, Tranter, Kumari, Rotem                                     | Rotem                  | 3ː36              |                   |                   |                   |                   |                   |
| 16.               | Splash            | Stefani, Tranter, Kumari, Rotem                                     | Rotem                  | 3ː50              |                   |                   |                   |                   |                   |
| 17.               | Loveable          | Stefani, Tranter, Kumari, Rotem                                     | Rotem                  | 3ː18              |                   |                   |                   |                   |                   |
| 18.               | War Paint         | Stefani, Tranter, Kumari, Rotem, Lovy Longomba, Douville, Corraliza | Rotem                  | 3ː49              |                   |                   |                   |                   |                   |
| 62:42             |                   |                                                                     |                        |                   |                   |                   |                   |                   |                   |

## Classements
| Classement (2016)             | Meilleure position |
| ----------------------------- | ------------------ |
| Allemagne (Media Control AG)  | 40                 |
| Australie (ARIA)              | 6                  |
| Autriche (Ö3 Austria Top 40)  | 38                 |
| Belgique (Flandre Ultratop)   | 32                 |
| Belgique (Wallonie Ultratop)  | 21                 |
| Canada (Canadian Albums)      | 3                  |
| États-Unis (Billboard 200)    | 1                  |
| États-Unis (Digital Albums)   | 1                  |
| Écosse (OCC)                  | 13                 |
| Espagne (Promusicae)          | 42                 |
| France (SNEP)                 | 49                 |
| Irlande (IRMA)                | 17                 |
| Italie (FIMI)                 | 56                 |
| Norvège (VG-lista)            | 40                 |
| Nouvelle-Zélande (RIANZ)      | 15                 |
| Pays-Bas (Mega Album Top 100) | 49                 |
| Royaume-Uni (UK Albums Chart) | 14                 |
| Suisse (Schweizer Hitparade)  | 10                 |